# أمبر جاكوبس
أمبر جاكوبس (بالإنجليزية: Amber Jacobs)‏ مواليد 29 يونيو 1982 في إلخارت، هي لاعبة كرة سلة أمريكية معتزلة أصبحت مدربة. بدأت مسيرتها الاحترافية في سنة 2004. تم اختيارها من قبل فريق مينيسوتا لينكس خلال الدرافت. اعتزلت اللعب في 2008.

## المسيرة الاحترافية
لعبت مع مينيسوتا لينكس من سنة 2004 إلى 2007، ثم لعبت مع واشنطن ميستيكس في سنة 2008، ثم لعبت مع لوس أنجلوس سباركس في سنة 2008.

## روابط خارجية
- أمبر جاكوبس على موقع الاتحاد الوطني لكرة السلة النسائية (الإنجليزية)
- أمبر جاكوبس على موقع كرة السلة الأوروبية.كوم (الإنجليزية)
- أمبر جاكوبس على موقع كلية كرة السلة في سبورتس رفرنس.كوم (الإنجليزية)
- أمبر جاكوبس على موقع بروبوليرز (الإنجليزية)
- أمبر جاكوبس على موقع سبورتس رفرنس (الإنجليزية)